# 科里亚克自治区
科里亚克自治区（俄语：Коря́кский автоно́мный о́круг）是俄罗斯的一个已不存在的联邦主体，属于堪察加州。
按照2002年的人口普查，该自治区的总人口为 25,157人，其中俄罗斯族 12,719人，科里亚克族  6,710人，楚科奇族 1,412人，伊捷尔缅族 1,181人等等。
根據2003年10月25日公民投票的決定，科里亚克自治区於2007年7月1日與堪察加州合併成堪察加邊疆區。現為堪察加邊疆區下屬的科里亞克區。